# A Dull Razor
A Dull Razor est un film muet américain réalisé par Edwin S. Porter et sorti en 1900.

## Synopsis
Un vieux monsieur est en train de se raser, mais sa maladresse chronique fait de ce geste quotidien un exercice hautement dangereux.

## Fiche technique
- Titre : A Dull Razor
- Réalisation : Edwin S. Porter
- Production : Edison Manufacturing Company
- Genre : Comédie
- Date de sortie : 
  -  États-Unis : 1900